# آرسانیلیک اسید
آرسانیلیک اسید (به انگلیسی: Arsanilic acid) با فرمول شیمیایی C۶H۸AsNO۳ یک ترکیب شیمیایی با شناسه پاب‌کم ۶۴۳۲۸۰۵ است. که جرم مولی آن ۲۱۷٫۰۵۴ g/mol می‌باشد. شکل ظاهری این ترکیب، جامد سفید است.